# Puccinia garnotiae
Puccinia garnotiae ist eine Ständerpilzart aus der Ordnung der Rostpilze (Pucciniales). Der Pilz ist ein Endoparasit von Garnotia arundinaceae. Symptome des Befalls durch die Art sind Rostflecken und Pusteln auf den Blattoberflächen der Wirtspflanzen. Das Verbreitungsgebiet liegt in Indien.

## Merkmale

### Makroskopische Merkmale
Puccinia garnotiae ist mit bloßem Auge nur anhand der auf der Oberfläche des Wirtes hervortretenden Sporenlager zu erkennen. Sie wachsen in Nestern, die als gelbliche bis braune Flecken und Pusteln auf den Blattoberflächen erscheinen.

### Mikroskopische Merkmale
Das Myzel von Puccinia garnotiae wächst wie bei allen Puccinia-Arten interzellulär und bildet Saugfäden, die in das Speichergewebe des Wirtes wachsen. Spermogonien oder Aecidien sind nicht bekannt. Die zimtbraunen Uredien wachsen unterseitig auf den Blättern des Wirts. Ihre Uredosporen sind eiförmig bis breitellipsoid, 28–33 × 21–24 µm groß, zimtbraun und fein stachelwarzig. Die Telien der Art sind zimtbraun und von der Epidermis bedeckt. Die gold- bis hell haselnussbraunen Teleutosporen sind zweizellig, ellipsoid bis fast zylindrisch und 42–68 × 18–22 µm groß; ihre Stiele sind 20–25 µm lang und hyalin.

## Verbreitung
Das bekannte Verbreitungsgebiet von Puccinia garnotiae umfasst lediglich Indien.

## Ökologie
Die Wirtspflanze von Puccinia garnotiae ist Garnotia arundinaceae. Der Pilz ernährt sich von den im Speichergewebe der Pflanzen vorhandenen Nährstoffen, seine Sporenlager brechen später durch die Blattoberfläche und setzen Sporen frei. Die Art verfügt über einen Entwicklungszyklus mit Telien und Uredien, der ohne Wirtswechsel auskommt. Spermogonien und Aecidien fehlen.